# スレドネコリムスク時間
|  | UTC+2  | MSK-1 | カリーニングラード時間 (KALT) |
|  | UTC+3  | MSK   | モスクワ時間 (MSK)            |
|  | UTC+4  | MSK+1 | サマラ時間 (SAMT)             |
|  | UTC+5  | MSK+2 | エカテリンブルク時間 (YEKT)   |
|  | UTC+6  | MSK+3 | オムスク時間 (OMST)           |
|  | UTC+7  | MSK+4 | クラスノヤルスク時間 (KRAT)   |
|  | UTC+8  | MSK+5 | イルクーツク時間 (IRKT)       |
|  | UTC+9  | MSK+6 | ヤクーツク時間 (YAKT)         |
|  | UTC+10 | MSK+7 | ウラジオストク時間 (VLAT)     |
|  | UTC+11 | MSK+8 | マガダン時間 (MAGT)           |
|  | UTC+12 | MSK+9 | カムチャツカ時間 (PETT)       |

スレドネコリムスク時間（スレドネコリムスクじかん、英: Srednekolymsk Time、露: Среднеколымское время / ラテン文字転写：Srednekolymskoye vremya、略称：SRET）は、2016年4月24日に廃止された協定世界時 (UTC) を11時間進ませた標準時(UTC+11)。ロシア第10標準時とも呼ばれていた。
2016年3月27日にロシア国内の複数の地域において標準時変更が行われ、その一環として、千島列島やサハリン州中心都市ユジノサハリンスクなど同州内のほとんどの地域がこの時間帯に変更された。これに伴い、この時間帯はサハリン時間とも呼ばれるようになった。

## 歴史
2010年、ドミートリー・メドヴェージェフ政権下で成立した国内時間帯の統合策（「時の改革」）では、この地域はマガダン時間(UTC+12)に含まれていた。具体的な地域を挙げると、マガダン州，サハ共和国東部，カムチャツカ地方，チュクチ自治管区，千島列島（計吐夷島以北）が該当した。
2014年7月22日にウラジーミル・プーチン大統領が標準時を冬時間に戻す法案に署名したことにより、同年10月26日よりロシアの時間帯の変更が行われた。この時にマガダン時間は廃止され、2010年以来該当していた地域は以下の3つに分けられる事となった。
- マガダン州はウラジオストク時間(UTC+10)へ移行。
- カムチャツカ地方及びチュクチ自治管区は、2010年に廃止されていたカムチャツカ時間(UTC+12)を復活させる[5] と共に移行。
- そして残るサハ共和国東部及び千島列島（計吐夷島以北）は、モスクワ標準時に合わせて1時間進めて、スレドネコリムスク時間を新設してそこに移行する。

よって、スレドネコリムスク時間は2014年の改正により、唯一新設されたロシア時間でもある。なお、スレドネコリムスクはこの時間帯に含まれるサハ共和国東部の町の名前である。
2016年3月27日に行われた一部地域の標準時変更によりサハリン州全域がウラジオストク時間から移行してこの標準時を採用した（以前は千島列島の計吐夷島以北のみがこの標準時を採用していた）。
同年4月24日、マガダン州の標準時が変更され、マガダン時間が復活。当標準時はマガダン時間に統合され廃止された。

## 採用していたロシアの地域
本項目の冒頭に表示されているロシア連邦の地図中で東側（右側）から2番目の北方、本節中の地図の肌色の部分がスレドネコリムスク時間に相当していた。
- サハ共和国
  - 同州内アビイ管区（英語版）
  - 同州内アルライホフスク管区（英語版）
  - 同州内モムスク管区（英語版）
  - 同州内ニシュネコリムスク管区（英語版）
  - 同州内スレドネコリムスク管区（英語版）
  - 同州内ヴェルフネコリムスク管区（英語版）
- サハリン州